# 暗黒への転落
『暗黒への転落』（あんこくへのてんらく、英語: Knock on Any Door）は、1949年製作・公開、サンタナ・ピクチャーズ製作によるアメリカ合衆国の映画である。

## 概要
アフリカ系アメリカ人作家ウィラード・モトリーが1947年（昭和22年）に発表した同名小説を原作に、ジョン・モンクス・ジュニア、ダニエル・タラダッシュが脚色、ニコラス・レイが監督した映画である。カリフォルニア州にあるアロウヘッド湖でロケーション撮影を行った。
日本では、1956年（昭和31年）10月15日、ブレイクストン・カンパニー日本支社と映配の共同配給で公開された。DVDは、ソニー・ピクチャーズエンタテインメントが2004年（平成16年）2月25日に発売した「COLUMBIA TRISTAR FILM NOIR COLLECTION VOL.1」の1枚としてまずリリースされ、2007年（平成19年）4月4日には、単独で発売されている。

## あらすじ
物語は、ニック・ロマーノが強盗と警官射殺の罪で裁判を受ける場面から始まり、彼の弁護人アンドリュー・モートンの語りがきっかけで、ニックの前半生に戻る。
モートンはニックの父の弁護もしていたが、その時は本気ではなかったため、ニックの父は無実の罪によって刑務所送りとなった末に死に、戦争もあって一家は困窮する。2年後、ニックは不良少年団のボスとなるも、感化院行きとなり、出所したところでエマと恋に落ちる。その後ニックは再び刑務所に入るも1年後には出所してまともな職に就き、エマと結婚する。ところが、ふとしたことから再びニックは犯罪を犯したため、エマは自殺を図る。その時の警官の対応からニックは彼を射殺し、逮捕される。
物語は裁判の場面に戻り、モートンは貧民窟を調査している妻・アデラの励ましでニックの弁護に当たったことを明かす。
証言がすべて彼に不利である中、法廷全体がニックの死刑を回避すべきだと考えていた。
そのとき、ニックは検事からエマの死について問われ、答える。
結局、ニックには死刑判決が下されたものの、ほっとした様子だった。

## スタッフ・作品データ
- プロデューサー : ロバート・ロード[4]
- 監督 : ニコラス・レイ
- 原作 : ウィラード・モトリー （Willard Motley）
- 脚本 : ジョン・モンクス・ジュニア （John Cherry Monks）、ダニエル・タラダッシュ （Daniel Taradash）
- 撮影 : バーネット・ガフィ
- 録音 : フランク・ゴールドウィン （Frank Goodwin [5]）
- 編集 : ヴァイオラ・ローレンス （Viola Lawrence [6]）
- 音楽 : ジョージ・アンタイル

- フォーマット : 白黒映画 - スタンダードサイズ（1.37:1） - モノラル録音

## キャスト
クレジット順
- ハンフリー・ボガート - 弁護士アンドリュー・モートン（日本語吹き替え:久米明）
- ジョン・デレク - ニック・ロマーノ
- ジョージ・マクレディ （George Macready） - カーマン刑事
- アリーン・ロバーツ （Allene Roberts） - エマ
- スーザン・ペリー（キャンディ・トクストン、Candy Toxton [7]） - アデル・モートン
- ミッキー・ノックス （Mickey Knox） - ヴィトー
- バリー・ケリー （Barry Kelley） - ドレイク判事

※NET版：初回放送1970年7月19日『日曜洋画劇場』

## 関連事項
- 1956年の日本公開映画
- アロウヘッド湖 (カリフォルニア州) （en:Lake Arrowhead, California）

## 註
1. 1 2 3  Knock on Any Door, Internet Movie Database （英語）, 2010年8月4日閲覧。
2. 1 2  暗黒への転落、キネマ旬報映画データベース、2010年8月4日閲覧。
3. ↑  Slide, Anthony. Lost Gay Novels: A Reference Guide to Fifty Works from the First Half of the Twentieth Century by , pages 135-136, 1st edition, 2003.  Binghamton, NY: Harrington Park Press. ISBN 1-56023-413-X.
4. ↑  Robert Lord - IMDb（英語）, 2010年8月4日閲覧。
5. ↑  Frank Goodwin - IMDb（英語）, 2010年8月4日閲覧。
6. ↑  Viola Lawrence - IMDb（英語）, 2010年8月4日閲覧。
7. ↑  Candy Toxton - IMDb（英語）, 2010年8月4日閲覧。